# Антоновский, Михаил Иванович
Михаил Иванович Антоновский (1759—1816) — русский и украинский историк, переводчик, библиотекарь, публицист, масон.

## Биография
Михаил Иванович Антоновский родился 30 сентября (11 октября) 1759 года в местечке Борзне на Черниговщине в семье мелкопоместных дворян. По словам самого Антоновского, его дворянский род брал начало от французских графов Ланжеронов, чьи потомки в XVII веке перешли на службу Польше, а затем, на Украине, присягнули гетману запорожского войска Богдану Хмельницкому.
Антоновский начальное образование получил дома. В 1772 году был определён на учёбу в Киево-Могилянскую академию, где изучал историю и иностранные языки. В 1779 году в числе четырёх лучших студентов академии был направлен в Московский университет для завершения образования. Неоднократно был награждаем золотыми медалями (одна из них была получена за сочинение на тему: «Больше ли вреда или пользы принесли Европе крестовые походы?». Со студенческих лет Михаил Антоновский дружил с Николаем Ивановичем Новиковым. Антоновский был избран первым председателем общества «Собрание университетских питомцев» при Московском университете (1781). Окончил университет в 1783 году.
По окончании Московского университета, Антоновский, по предложению графа И. Г. Чернышёва, поступил на службу в Адмиралтейскую коллегию, где, между прочим, составил инструкцию для секретной экспедиции, снаряжённой по Высочайшему повелению «для дальнейших открытий и взятий в вечное владение российскому престолу в Северной Америке земель», за что получил майорский чин и должность секретаря коллегии. Затем Антоновский сопровождал за границу графа И. Г. Чернышёва, ездившего лечиться на «тёплые воды», был некоторое время правителем походной канцелярии адмирала В. Я. Чичагова.
В Петербурге Антоновский возглавил «Общество друзей словесных наук», членом которого стал и А. Н. Радищев.
Важным вкладом в русскую культуру является колоссальный труд Антоновского в сфере библиотечного дела. Работа его в качестве библиотекаря привезённой в Россию библиотеки Залусских способствовала сохранению фондов и послужила основанием для учреждения Императорской публичной библиотеки. Однако, имеющие место разногласия с прочими сотрудниками на предмет пресечения выявленных Антоновским злоупотреблений и хищений, несколько ограничили успешность и время его деятельности в таковом качестве.
В 1791 года Антоновский был назначен библиотекарем Императорской публичной библиотеки, образованной из книг Варшавской публичной библиотеки гр. Залусских, перевезённой в Петербург после взятия Варшавы. Он расклассифицировал на разных языках более 150 тыс. книг. Служба его в библиотеке продолжалась недолго. По вступлении на престол Павла I, директором библиотеки был назначен французский эмигрант, граф Шуазель-Гуффье. При нём началось систематическое расхищение библиотеки одним из служивших в ней, польским выходцем графом Чацким, знавшим ещё по Варшаве все редкие книги. Антоновский донёс об этом директору, который, вместо наказания виновного, отрешил от должности доносившего. После такой вынужденной отставки, Антоновскому не удалось найти другого места и он был «оставлен презрительно считаться токмо при оной библиотеке на шестистах рублях, без всякого узаконенного производства в чины и с отнятием даже казённой квартиры». Лишь в 1812 по ходатайству А. Н. Оленина, подчёркивавшего заслуги Антоновского перед Публичной библиотекой, последнему была установлена пожизненная пенсия.
Антоновский был руководителем и автором коллективного исторического труда «Новейшее повествовательное землеописание» (1795) — весьма значительного русскоязычного сочинения XVIII века, которое было запрещено царским правительством за «крамольные мысли» о Великой французской революции и российской истории. Основательно переработал монографию академика Императорской Академии наук и художеств Иоганна Георги на немецком языке под названием «Beschreibung aller Nationen des Russischen Reichs, ihrer Lebensart, Religion, Gebräuche, Wohnungen, Kleidung und übrigen Merkwürdigkeiten» («Описание всех народов Российского государства, их быта, вероисповедания, обычаев, жилищ, одежды и остальных отличий»).
Отметим, что смысл, который вкладывал современник Екатерины и Павла, отличается от нынешнего существенно. Противопоставление граждан России на основании столь малого признака, как национальность, в нач. XIX в. практически не усматривается. Важнее отличия основанные на вере. Сам Антоновский, если обратиться к его жизнеописанию, подобными вопросами себя не утруждал.
Антоновский писал публицистические статьи, издавал журнал «Беседующий гражданин» (1789), в котором принимал непосредственное участие А. Н. Радищев.
Последние годы жизни Михаил Иванович Антоновский провёл в чрезвычайной бедности. Скончался 22 июня (4 июля) 1816 года в Санкт-Петербурге и был похоронен на Смоленском кладбище Санкт-Петербурга.